# Cybaeota
Cybaeota es un género de arañas araneomorfas de la familia Cybaeidae. Se encuentra en Norteamérica.

## Lista de especies
Según The World Spider Catalog 12.0:
- Cybaeota calcarata (Emerton, 1911)
- Cybaeota munda Chamberlin & Ivie, 1937
- Cybaeota nana Chamberlin & Ivie, 1937
- Cybaeota shastae Chamberlin & Ivie, 1937